# Juice (canção de B'z)
"Juice" é uma canção gravada pela banda japonesa de hard rock B'z. Foi o terceiro single do álbum Eleven e vigésimo nono no notal. Alcançou o topo da parada da Oricon.